# 헝무도 리턴즈
헝무도 리턴즈(헝그리한 남자들의 무한도발)는 헝그리앱TV의 예능프로그램이다. 스타크래프트 배틀넷에서 인기있는 유즈맵을 MC들이 직접 플레이 하는 형식으로 방송하는 프로그램으로  박상현, 정인호, 유대현, 임성춘 4명의 게임해설자가 진행한다. 원작은 MBC 게임의 스타무한도전이며, 스타무한도전이 종영 된 후 3년 만에 돌아오게 된 시청자들의 건의와 이 욱 담당피디의 노력으로 헝그리앱TV에서 헝무도 리턴즈라는 이름으로 다시 방송하게 되었다. 2014년 10월 31일 첫 방송을 하였고, 매주 목요일 오후 9시에 방송 된다.
2015년 4월 9일부로 종영되었다. 6월 초에 돌아올 예정이었으나 개국이 사정상 미뤄지면서 시즌2가 미정이 되었다.

## 방송 목록
| 회차 | 방송 일자                   | 출연자                                         | 플레이 맵                                         | 비고                                            |
| ---- | --------------------------- | ---------------------------------------------- | ------------------------------------------------- | ----------------------------------------------- |
| 1    | 2014년 10월 31일 (생방송)   | 유대현, 박상현, 정인호, 임성춘                 |                                                   |                                                 |
| 2    | 2014년 11월 7일 (생방송)    | 유대현, 박상현, 정인호, 임성춘, 서경종, 한승엽 | 3 vs 3 무한맵, 헌터                               |                                                 |
| 3    | 2014년 11월 14일 (생방송)   | 유대현, 박상현, 정인호, 임성춘, 홍진호         | 도박 타워 디펜스 (실패)                           | 홍진호 청문회                                   |
| 4    | 2014년 11월 28일 (생방송)   | 유대현, 박상현, 정인호, 임성춘, 서경종, 염보성 | 등산하기 1.73 (성공)                              |                                                 |
| 5    | 2014년 12월 5일 (생방송)    | 유대현, 박상현, 정인호, 임성춘, 박지호         | 팀 랜덤 컨트롤 (성공)                             |                                                 |
| 6    | 2014년 12월 12일 (생방송)   | 유대현, 박상현, 정인호, 임성춘                 | 좁아터진 컨트롤 (성공)                            |                                                 |
| 7    | 2014년 12월 19일 (녹화방송) | 유대현, 박상현, 정인호, 임성춘, 서경종, 한승엽 | 야외특집 헝무도 리턴즈 팬 사인회                  | 담당피디 이 욱피시방 사장님 보조출연            |
| 8    | 2014년 12월 26일 (녹화방송) | 유대현, 박상현, 정인호, 임성춘, 서경종, 한승엽 | 야외특집 헝무도 리턴즈 알바열전, 뒷풀이 속이야기  | 강현종(목소리 출연)                             |
| 9    | 2015년 1월 2일 (생방송)     | 유대현, 박상현, 정인호, 임성춘, 김철민, 이승원 | 랜덤 팀플 입구막기 (실패)                         |                                                 |
| 10   | 2015년 1월 9일 (생방송)     | 유대현, 박상현, 정인호, 임성춘                 | Kill 11 Boss (성공)                               |                                                 |
| 11   | 2015년 1월 15일 (생방송)    | 유대현, 박상현, 정인호, 임성춘, 강민           | 협동 가운데 지키기 (실패)                         | 방송 시간이 금요일에서 목요일로 변경            |
| 12   | 2015년 1월 22일 (생방송)    | 유대현, 박상현, 정인호, 임성춘, 강민, 한승엽   | Total 입구막기 (성공)                             |                                                 |
| 13   | 2015년 1월 29일 (생방송)    | 유대현, 박상현, 정인호, 임성춘, 강민, 강현종   | 저글링으로 마인 유혹하기 (실패)                   |                                                 |
| 14   | 2015년 2월 5일 (생방송)     | 유대현, 박상현, 정인호, 임성춘, 강민           | 한마리만 막아라 (성공)                            |                                                 |
| 15   | 2015년 2월 12일 (생방송)    | 유대현, 박상현, 정인호, 임성춘, 강민           | 벌쳐 컨트롤 나이트메어(실패)                      |                                                 |
| 16   | 2015년 2월 26일 (생방송)    | 유대현, 박상현, 정인호, 임성춘, 강민           | 배추밭 지키기(중단)                               |                                                 |
| 17   | 2015년 3월 5일 (생방송)     | 유대현, 박상현, 정인호, 임성춘, 박성균         | 랜덤 미션 컨트롤 Final.V (성공), 우유 찾기 (실패) | 박성균(콩두 스타리그 우승자 특집 출연)          |
| 18   | 2015년 3월 12일 (생방송)    | 유대현, 박상현, 정인호, 임성춘, 서경종         | 락다운 디펜스 (실패), 우유 찾기 (성공)            |                                                 |
| 19   | 2015년 3월 19일 (생방송)    | 유대현, 박상현, 정인호, 임성춘, 서경종         | 도박 타워 디펜스 (실패)                           |                                                 |
| 20   | 2015년 3월 26일 (녹화 방송) | 유대현, 박상현, 정인호, 임성춘                 | 공포의 아파트3 (실패)                             |                                                 |
| 21   | 2015년 4월 2일 (생방송)     | 유대현, 강민, 정인호, 임성춘                   | 도박 타워 디펜스 (실패)                           | 박상현이 GSL과 방송시간이 겹쳐 강민이 대신 출연 |
| 22   | 2015년 4월 9일 (녹화방송)   | 유대현, 박상현, 정인호, 임성춘                 | 수송 디펜스 2ai (실패)                            | 헝무도 리턴즈 시즌1 마지막회.                   |

## 같이 보기
- 헝그리앱
- MBC 게임
- 스타무한도전